# میکی روکه
میکی روکه (اسپانیایی: Miki Roqué‎؛ ۸ ژوئیهٔ ۱۹۸۸ – ۲۴ ژوئن ۲۰۱۲) بازیکن فوتبال اهل اسپانیا بود.

## باشگاهی
از باشگاه‌هایی که در آن بازی کرده‌است می‌توان به باشگاه فوتبال لیورپول، باشگاه فوتبال خرز، باشگاه فوتبال اولدهام اتلتیک، و باشگاه فوتبال رئال بتیس اشاره کرد.

## بازی ملی
وی همچنین در تیم ملی فوتبال زیر ۱۹ سال اسپانیا بازی کرده‌است.